# Anagyrus
Anagyrus  (лат.) — род мелких паразитических хальцидоидных наездников из семейства энциртиды.

## Описание
Длина тела 1—2 мм. Окраска без металлического блеска. Темя и лоб с мелкими ячейками с мелкими белыми волосками. Жгутик усиков 6-члениковый. Мандибулы 2-зубые. Паразитируют на мучнистых червецах (Hemiptera: Pseudococcidae), иногда на войлочниках (Eriococcidae). Около 130 видов, в Палеарктике более 40 видов, для СССР указывался 21 вид.

## Классификация
- Anagyrus agraensis Saraswat, 1975
- Anagyrus aligarhensis Agarwal and Alam, 1959
- Anagyrus cachamai Triapitsyn, Logarzo & Aguirre 2014
- Anagyrus dactylopii (Howard, 1898)
- Anagyrus kamali Moursi, 1948
- Anagyrus matritensis (Mercet, 1921)
- Anagyrus mirzai Agarwal and Alam, 1959
- Anagyrus pseudococci (Girault, 1915)
- Anagyrus quilmes Triapitsyn, Logarzo & Aguirre 2014
- Anagyrus schoenherri (Westwood, 1837)
- Anagyrus sugonjaevi
- Другие виды